# Eddy Ben Arous
Ben Arous Trappes, 25 de agosto de 1990) es un jugador francés de rugby que se desempeña como pilier que juega para el club Racing Métro 92 del Top 14 francés.

## Carrera
Ben Arous comienza su carrera profesional el 18 de septiembre de 2010 en un encuentro de ante CS Bourgoin-Jallieu en un partido que ganaron los parisinos por el tanteador de 51-20, esta fue la única aparición que tuvo en el equipo en esta temporada.
Ya en la temporada siguiente jugó un total de 23 partidos entre top 14 y heineken cup donde únicamente en 3 de ellos fue titular.Se proclama campeón del Top 14 francés en 2015-2016 al ganar la final que les enfrenta a [Rugby-Club Toulonnais|Toulon] por 29-21 .
A partir de la temporada donde debutó Ben Arous, Racing Metro ha jugado todos los años en la fase por el título pero lo máximo que ha llegado ha sido hasta semifinales en las temporadas 2010-2011 ante Montpellier HRC por 25-26 y en 2013-2014 al caer ante RC Toulon por 16-6

## Selección nacional
Ben Arous hizo su debut con los bleus en la gira de verano que hizo la selección francesa en Nueva Zelanda, debutando el 22 de junio de 2013 ante los All Blacks en un partido en el que salió desde el banquillo y jugó 16 minutos donde el XV del gallo perdió por 24-9.
En 2015 es seleccionado para formar parte de la selección francesa que participa en la Copa Mundial de Rugby de 2015. jugando los 5 partidos que Francia jugó en el torneo